# The Birthday Party
The Birthday Party – australijski zespół rockowy tworzący muzykę z gatunku post-punk, istniejący w latach 1980 do 1983.
Zespół ten był określany w czasach swojej aktywności jako jeden z najbardziej mrocznych i najbardziej wyzywających spośród wszystkich, jakie pojawiły się na początku lat 80. Po wielu latach od rozpadu wciąż jest wymieniany przez wielu artystów jako źródło inspiracji. W czasie swojego istnienia zespół był promowany przez Johna Peela, znawcę muzyki rockowej, będącego prezenterem radiowym w stacji BBC.
W początkowym okresie twórczości zespół został zakwalifikowany przez krytyków do nurtu rocka gotyckiego, jednakże szybko pozbył się tej etykiety. Stało się tak, gdyż ich twórczość stawała się coraz bardziej trudna do sklasyfikowania i dawały się w tamtym czasie odnaleźć cechy zbliżające ich muzykę do gatunku no wave lub deathrock.
Pomimo niewielkich sukcesów jakie odniósł The Birthday Party, z niego samego wyrosły bardzo znaczące postacie światowej muzyki rockowej. Są to: przede wszystkim piosenkarz i kompozytor Nick Cave, multiinstrumentalista Mick Harvey oraz piosenkarz, kompozytor i gitarzysta Rowland S. Howard.

## The Boys Next Door
Początki zespołu sięgają początków lat siedemdziesiątych, kiedy to w prywatnej szkole Caulfield Grammar School (na przedmieściach Melbourne) spotkało się kilku szkolnych kolegów. Większość z nich była członkami szkolnego chóru. Około 1973 roku postanowili założyć zespół. W pierwszym składzie znaleźli się Nick Cave (śpiew), Mick Harvey (gitara) oraz Phill Calvert (perkusja), a także drugi gitarzysta, basista oraz saksofonista. Zespół, który przybierał różne nazwy, wykonywał przede wszystkim utwory znanych w tamtym czasie artystów z ery przedpunkowej, takich jak David Bowie, Lou Reed, Roxy Music, Alice Cooper czy Sensational Alex Harvey Band.
Po ukończeniu szkoły przez członków, w 1975 roku, zespół zdecydował się kontynuować działalność. Nowym członkiem został jeden z przyjaciół, Tracy Pew, który przyjął rolę basisty. Po wybuchu wielkiej rewolucji w muzyce, jaką były narodziny punka, zespół przyjął nazwę The Boys Next Door. W tym czasie, będąc już pod wpływem znanych australijskich zespołów The Saints oraz Radio Birdman, "chłopcy z sąsiedztwa" dokonali swoich pierwszych koncertów oraz nagrań w stylu określanym jako "nowa fala".Ten okres dokumentuje wydana w 1977 roku płyta-składanka Lethal Weapons
W 1978 do grupy dołącza Rowland S. Howard i mniej więcej od tego czasu muzyka tworzona przez zespół zmienia się radykalnie. Sposób gry na gitarze Howarda, a także użycie przez niego sprzężenia, specyficznej techniki nakładających się na siebie wysokich dźwięków, powstających z oddziaływania gitary ze wzmacniaczem, staje się wizytówką zespołu.
Dodatek gitary Howarda był z pewnością katalizatorem wcześniej wspomnianych zmian, ale muzyka grupy już wcześniej coraz bardziej zbliżała się do takich stylów jak punk, rockabilly, free jazz, czy też bardzo surowy blues, lecz w sposób odbiegający od możliwości ścisłej kategoryzacji. Powstające w tym czasie utwory bywały oparte, na przykład, na powtarzającej się linii basu i perkusji, która brzmiała jak wściekły Gene Krupa. Taki styl grania znajdował wsparcie w stylu śpiewania Cave'a i jego ekspresyjnych tekstach. Pomimo to, zespół znalazł w swoim producencie i zarazem inżynierze dźwięku Tonym Cohenie chętnego towarzysza ich muzycznych eksperymentów. Natomiast ich manager Keith Glass postarał się o ich finansowe wsparcie, gdyż został wydawcą ich wszystkich wczesnych nagrań, za sprawą jego własnego wydawnictwa Missing Link Records.

## Londyn i później
Po nagraniach i umiarkowanym sukcesie w Australii (włączając w to setki występów na żywo) postanowili przenieść się do Londynu w roku 1980, zmieniając przy tym nazwę na The Birthday Party i rozpoczynając tym samym okres tworzenia nowoczesnej i agresywnej zarazem muzyki. Mieszkali w Londynie, z przerwami na wyjazdy z koncertami po Australii, Europie i USA do roku 1982, kiedy to przeprowadzili się do Berlina Zachodniego.
Krytycy pisali o twórczości z tamtego okresu: "ponad ledwo kontrolowanym zgiełkiem, wokal Cave'a rozciąga się od odgłosów desperacji do wprost przerażenia i szaleństwa" oraz "ani John Cale ani Alfred Hitchcock nikt z nich nie był bardziej przerażający.", natomiast Cave "nie śpiewa lecz wydala głos ze swoich flaków". Pomimo że styl Cave'a nie jest odkrywczy i sięga on do dokonań wcześniejszych "krzykaczy" w historii rock and rolla, a w szczególności takich jak Iggy Pop czy Alan Vega z zespołu Suicide, jego śpiewanie z zespołem Birthday Party wciąż pozostaje potężne i wyraziste.
W 1982 roku, jeszcze przed przeprowadzką, Calvert został wyrzucony z zespołu, gdyż "nie był w stanie utrzymać rytmu w utworze Dead Joe w sposób satysfakcjonujący dla wszystkich", a jego miejsce przy perkusji zajął Harvey.
Kolejnym przykrym zdarzeniem w historii zespołu, było aresztowanie Tracy Pewa za jazdę po spożyciu alkoholu oraz drobną kradzież w tym samym roku. Na jego miejsce dołączył Barry Adamson, były członek zespołu Magazine oraz Visage, a także Harry Howard i Chris Walsh zastępowali go na nagraniach albumu Junkyard oraz występach na żywo. Ostatecznie Pew powrócił do zespołu. Zmarł kilka lat później podczas ataku epilepsji.
W 1982 grupa współpracowała z Lydią Lunch, a w wyniku tej współpracy powstały nagrania w 1982 roku oraz ostatecznie wydany w 1987 album o tytule Honeymoon In Red. Jednakże Harvey i Cave byli niezadowoleni ze sposobu zmiksowania materiału i poprosili o wycofanie ich z autorstwa tych nagrań. Dla odmiany, Howard i Pew nie mieli takich obiekcji.
W 1983 Blixa Bargeld z niemieckiego zespołu Einstürzende Neubauten zagrał na gitarze w kilku nagraniach zespołu, a potem ostatecznie zastąpił Howarda, w wyniku napięć pomiędzy Cavem i Howardem.
The Birthday Party zostało ostatecznie rozwiązane w 1984, w związku z rozstaniem Cave'a i Howarda, a także na skutek problemów z narkotykami niektórych członków zespołu.

## Wpływ i spuścizna
Z popiołów the Birthday Party powstały następujące grupy:  Nick Cave and the Bad Seeds (w składzie Cave, Harvey, Adamson oraz Bargeld), Crime and the City Solution (w składzie Harvey i Howard, a później sam Harvey) oraz These Immortal Souls (z udziałem Howarda). Wszystkie te zespoły współposiadały podobną estetykę, jednakże prawdopodobnie różniła je sprawność w jej okazywaniu.
W związku z prawie legendarnym statusem zespołu oraz na skutek sukcesów jego następców, czyli zespołu Nick Cave and the Bad Seeds, wszystkie nagrania The Birthday Party zostały kilkakrotnie wydane na CD. W minionych latach Mick Harvey nadzorował wydania rzadkich oraz wcześniej nie wydanych nagrań.
Wśród zespołów, których korzeni muzycznych można doszukiwać się w zespole The Birthday Party, są na przykład: The Jesus and Mary Chain, Coil, My Bloody Valentine, Cocteau Twins, Jesus Lizard, Scratch Acid, Melt-Banana, Big Boys, Dinosaur Jr., Swans, Tindersticks, The Horrors, Turn Pale, The Wahas, The Eighties Matchbox B Line Disaster oraz The Devastations.
Amerykańskie niezależne wydawnictwo 31G Records wydało tribute album The Birthday Party zatytułowany "Release the Bats".
W październiku 2007 Cave został włączony w skład ARIA Hall of Fame. Podczas swojego przemówienia akceptującego tę decyzję bezczelnie zaproponował, że należy dołączyć oprócz niego wszystkich członków zespołu Bad Seeds (także Harveya), oraz Howarda i Pewa z The Birthday Party.

## Nazwa zespołu
Niektóre źródła twierdzą, że nazwa wywodzi się ze sztuki Harolda Pintera o tym samym tytule. Inne źródła (związane z biografią Cave'a napisaną przez Iana Johnstona) twierdzą, że Cave pomylił lub celowo przypisał pochodzenie nazwy do nieistniejącej sceny urodzin w powieści Dostojewskiego "Zbrodnia i kara".

## Dyskografia

### Albumy
The Boys Next Door
- "Door, Door" (LP, 1979)

The Boys Next Door/The Birthday Party
- "The Birthday Party" (LP 1980). Pierwotnie przypisany do zespołu Boys Next Door. W późniejszych latach wydano go ponownie i uznano za produkcję "The Birthday Party".

Istnieje też wydanie na CD z 1988 całego materiału z tego albumu oraz z innymi wczesnymi nagraniami zespołu pod tytułem "Hee Haw" 

(Uwaga: wydano także singel EP o tym samym tytule w 1979 i  w 1980 roku "Hee Haw").
The Birthday Party
- "Prayers on Fire" (LP, 1981)
- "Junkyard" (LP, 1982) [UK #73]
- "It’s Still Living" (LP, 1985)
- "Best and Rarest" (LP, 1985)
- "Hee Haw" (CD, 1988)
- "Mutiny/The Bad Seed" (CD, 1989)
- "Hits" (CD, 1992)
- "Live 1981–82" (CD, 1999)
- "The John Peel Sessions " (CD, 2001)

### Minialbumy (EP)
The Boys Next Door
- Hee Haw (1979)

The Birthday Party
- Drunk on the Pope’s Blood (1982, 12")
- The Bad Seed (1983, 12")
- Mutiny! (1983, 12")
- The Peel Sessions (1987, 12")
- The Peel Sessions II (1988, 12")

### Single
The Boys Next Door
- "These Boots Are Made for Walking/Boy Hero" (7" singel, 1978)
- "Shivers/Dive Position" (7" singel, 1979)

The Birthday Party
- "Mr Clarinet" (7" singel, 1980)
- "The Friend Catcher" (7" singel, 1980)
- "Hee Haw" (EP, 1980) wznowienie tej samej EP z 1979 roku pod szyldem "The Birthday Party"
- "Nick the Stripper" (12" single, 1981)
- "Release the Bats" (7" singel, 1981)

### Filmy
- "Pleasure Heads Must Burn" (VHS, 1984),(DVD, 2003)